# Jean-Marie Roland de La Platière
 (juin 2024).
Si vous disposez d'ouvrages ou d'articles de référence ou si vous connaissez des sites web de qualité traitant du thème abordé ici, merci de compléter l'article en donnant les références utiles à sa vérifiabilité et en les liant à la section « Notes et références ».
Pour les articles homonymes, voir La Platière et Roland (homonymie).
Jean-Marie Roland de La Platière, dit aussi Roland, né le 19 février 1734 à Thizy (actuel département du Rhône) et mort par suicide le 10 novembre 1793 à Radepont (Eure), est un économiste et homme d’État français.
Il est l'époux de Jeanne Marie Philipon (ou Phlipon), connue comme Madame Roland (1754-1793).

## Biographie

### Jeunesse et éducation
Jean-Marie Roland est baptisé le 19 février 1734 dans l'église Notre-Dame de Thizy. Sa famille, issue d'une ancienne bourgeoisie du Beaujolais, portait le nom de La Platière. Des revers de fortune ont provoqué la vente du domaine et l'achat d'une plus petite propriété, nommée le Clos, à Theizé. Le Clos de la Platière demeure le nom sous lequel il reste un souvenir de cette famille en Beaujolais. Son père Jean Marie Roland, né en 1692, magistrat au bailliage de Beaujolais, a une charge de conseiller du roi et du duc d'Orléans. Il a épousé en 1720, Thérèse Bessié de Montozan. Il  est recteur de l'Hôtel-dieu de Villefranche. Il meurt en 1747, laissant une succession complexe. La famille n'a plus d'argent, ce qui oblige les quatre frères de Jean Marie à entrer dans les ordres. L'aîné, Dominique Roland (né en 1722), est guillotiné à Lyon le 22 décembre 1793.
Jean Marie Roland suit des études à Roanne chez les Jésuites. Il quitte la maison familiale à 19 ans pour aller à Lyon chez un soyeux. En 1754, il arrive à Nantes et se fait embaucher chez un armateur. Sa santé ne lui permet pas de s'embarquer pour l'Amérique comme il l'aurait souhaité . Fin 1754, il est élève-inspecteur des manufactures à Rouen. Il trouve place chez un certain M. Godinot, inspecteur des manufactures et proche parent de sa famille. En 1761, il fait la connaissance de la famille Lefèvre de Malortie qu'il retrouvera en 1793.

### Un économiste réputé
En 1764 il est nommé sous-inspecteur à Clermont-l'Hérault, puis inspecteur général des manufactures à Amiens le 16 juillet 1766. En 1777, après une mission en Italie pour le compte de Jean-Charles-Philibert Trudaine de Montigny, il revient pour un bref séjour à Villefranche, sa terre natale, qu'il n'avait plus revue depuis vingt-deux années.
En 1776, il a rencontré à Paris Marie-Jeanne Phlipon, fille de graveur, qui a vingt ans de moins que lui. Il l'épouse le 4 février 1780 dans la paroisse Saint-Barthélemy, malgré l'opposition du père de la jeune femme, Gratien Phlipon. De ce mariage naît, le 4 octobre 1781, leur fille Marie Thérèse Eudora.
Roland est dans les années 1780 un économiste réputé, auteur de plusieurs études concernant notamment les manufactures, contributeur à l'Encyclopédie méthodique de Charles-Joseph Panckoucke. Il étudie la manufacture de moulinage des soies qui fut la première créée à Aubenas. Dans les volumes de l'Encyclopédie méthodique publiés en 1780 et 1784, il juge les machines trop chères, trop compliquées. Il observe que les producteurs de soie du Piémont en Italie produisent moins cher, ainsi que la manufacture de Salon en France. À Amiens, il publie deux ouvrages sur l'industrie textile : Du fabricant d'étoffes en laine en 1780, puis l’Art du fabricant de velours de coton, en 1783. Roland reste un adepte du libéralisme économique, même s'il se préoccupe de la pauvreté des ouvriers. Quant au travail des femmes, il conseille : « payer le moins possible et se faire obéir le plus possible ». En 1784, il est nommé inspecteur des manufactures de la Sénéchaussée de Lyon. Il habite à Villefranche et il a un pied-à-terre rue de la Charité à Lyon.

### Ministre de l'Intérieur durant la Révolution

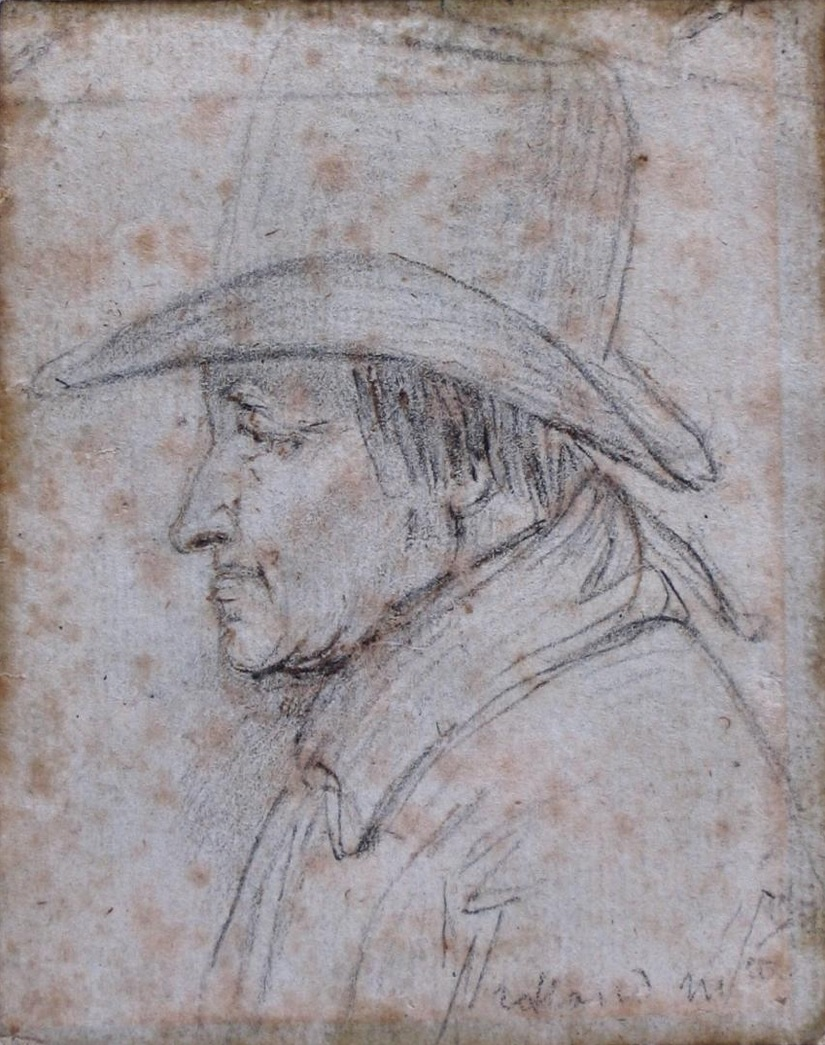
Roland de La Platière, croquis dessiné par Georges-François-Marie Gabriel, Paris, musée Carnavalet, vers 1792-1793.

Le 3 mai 1785, il est élu membre titulaire de l'Académie des sciences, belles-lettres et arts de Lyon , ce qui lui permet de s'intégrer à Lyon. Avec son épouse, ils fréquentent Gilibert, Delandine, Benjamin Frossard. Ils s'intéressent aux évènements politiques nationaux et de Lyon. Ils s'impliquent à affirmer leur position dès le début de la Révolution. Jean Marie Roland participe au financement du journal de son ami l'avocat Champagneux Le Courrier de Lyon, dans lequel il écrit ainsi que son épouse. Le premier numéro parait le 1er septembre 1789. Alors que Madame Roland le poussait à ambitionner la mairie de Lyon, il est évincé par Palerne de Savy. Il doit se contenter d'être élu notable  aux élections municipales. Le 18 novembre 1790, à la faveur de désistements, il est promu officier municipal de Lyon.
Le 1er février 1790, il se rend à Paris en ayant pour mission de négocier l'effacement de la dette  de la commune. Dans la capitale, où il séjourne du 20 février 1790 au 25 septembre 1791, il se lie avec les jacobins, Brissot, Buzot, Pétion et Robespierre, que Madame Roland reçoit dans son salon. Il fréquente la société des amis de la Constitution. Il rentre à Lyon, sa mission a été un succès, il a obtenu 33 millions de livres pour combler la dette de la ville. Il est élu au district de Lyon et se fait réélire comme officier municipal, avec le maire Louis Vitet. Cette municipalité est désignée comme un expérience « rolandine ».

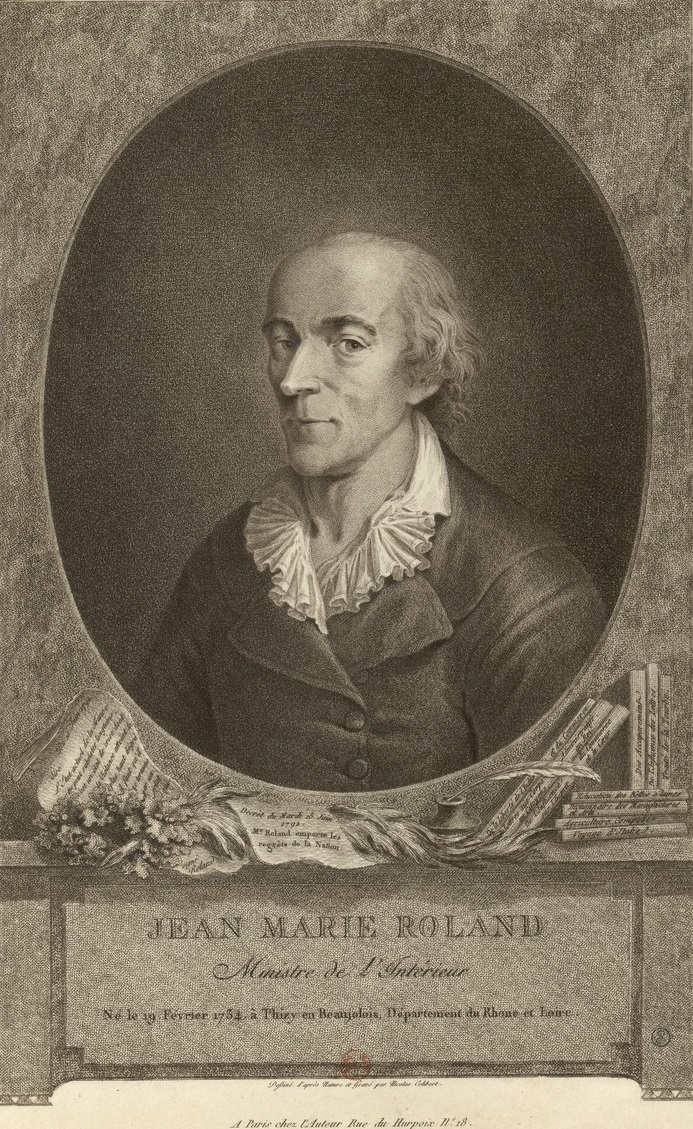
Jean Marie Roland Ministre de l'Intérieur.
Estampe de Nicolas Colibert, Paris, BnF, département des estampes et de la photographie, vers 1792-1793.

Le 15 décembre 1791, il retourne à Paris pour réactualiser le montant de sa pension auprès de l'Assemblée législative. Grâce aux relations de sa femme, à la demande de Brissot, il entre le 23 mars 1792 dans le « ministère girondin » où il devient ministre de l’Intérieur. Son aspect bourgeois, la simplicité de son costume, chapeau rond et souliers à rubans sans boucles, ne manque pas de choquer les courtisans et les huissiers du palais. Il fait preuve de qualités de bon administrateur. Le 10 juin 1792, il adresse  à Louis XVI une lettre rédigée par Madame Roland, dans laquelle il demande au roi de renoncer à son veto et de sanctionner les décrets. Sa lettre ayant été rendue publique, Roland est renvoyé le 13 juin, ainsi que Clavière.
Plutôt favorable jusqu’alors à une monarchie constitutionnelle, il rejoint le camp des républicains. Après la journée du 10 août 1792, l’assemblée législative lui rend son portefeuille. Au moment des massacres de Septembre, il se distingue par son inertie, les mesures  qu'il décide apparaissent bien trop tardives. Élu à la Convention, pour le département de la Somme, Roland refuse son siège de député, il préfére conserver son portefeuille ministériel. Le ministre de l’Intérieur fait l'annonce publique de l’ouverture de l'armoire de fer le 20 novembre 1792, mais, de fait, il semble avoir préalablement trié lui-même les documents découverts : c'est du moins ce qu'estiment les Montagnards, qui en profitent, et l'accusent d’avoir ainsi fait disparaître des papiers compromettants pour les Girondins.
Son attitude pendant le procès de Louis XVI  augmente encore la haine que lui portent les Montagnards. Il refuse de voter la mort du roi. Le 23 janvier 1793, soit deux jours après l'exécution du roi, las de toutes ces attaques Roland démissionne. Il est aussi fort atteint par les révélations de son épouse qui vient de lui avouer son amour pour François Buzot. Retiré dans sa maison de la rue de la Harpe, il souhaiterait quitter Paris, mais l’Assemblée refuse. Par ailleurs, son épouse ne veut pas s’éloigner de Buzot.
Le conflit entre girondins et montagnards s'accentue dans les mois de janvier à mai 1793, alors que la France doit faire face à la formation de la première coalition et au soulèvement de la Vendée (mars 1793). Le 31 mai, la Commune de Paris organise une journée insurrectionnelle anti-girondine, puis une deuxième le 2 juin. La Convention vote alors l'arrestation des députés girondins désignés par la Commune, confiant le pouvoir aux montagnards. En raison de ses attaques contre les montagnards et la Commune de Paris, Roland est inclus dans la liste, bien qu'il ne soit pas représentant.

### Mort de Roland et de son épouse

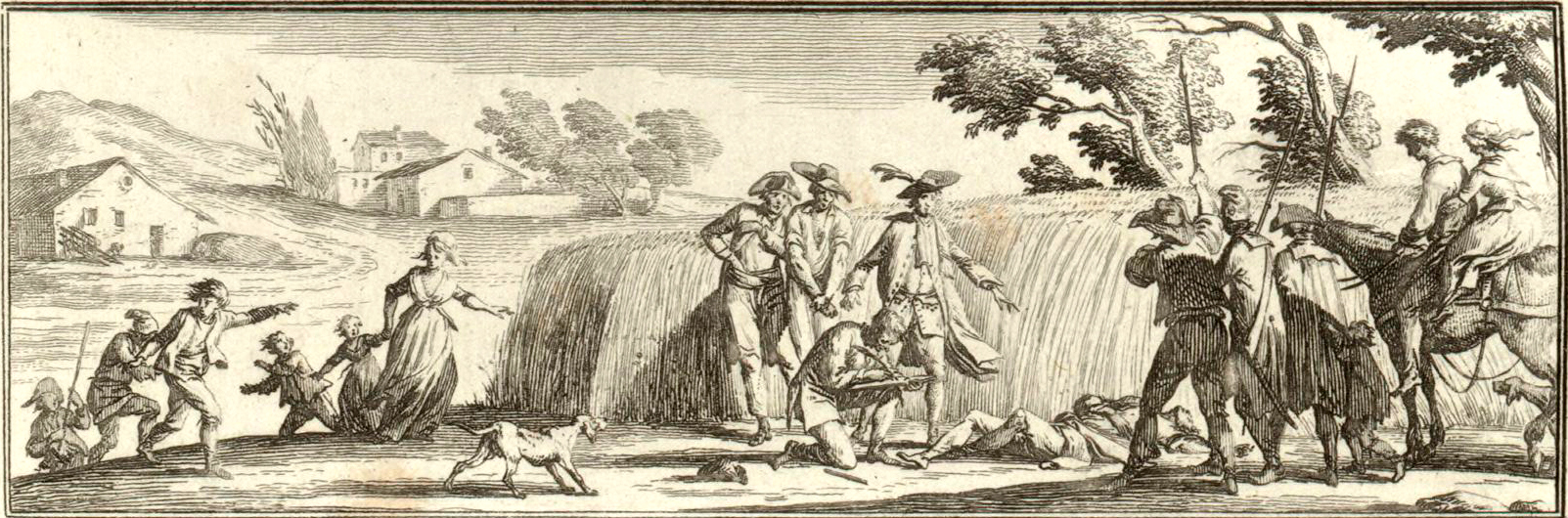
Découverte du cadavre de Roland, près la grande route de Paris à Rouen, d'après Duplessis-Bertaux.
Paris, BnF, département des estampes, vers 1799.

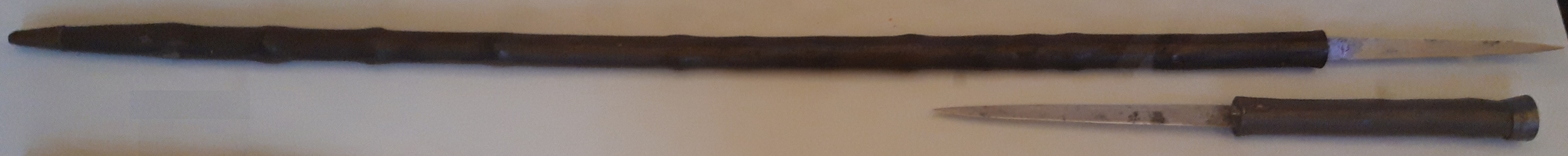
Canne-épée ayant appartenu à Jean-Marie Roland de La Platière. Musée des Antiquités de Rouen.

Roland parvient d'abord à échapper à l'arrestation grâce à Louis-Augustin Bosc d'Antic. Il quitte Paris pour Rouen et se réfugie pendant cinq mois chez deux demoiselles qu'il a connues lors de son séjour dans cette ville, Aimée et Charlotte Lefebvre de Malortie.
Le 10 novembre 1793, il apprend la comparution prochaine de son épouse devant le Tribunal révolutionnaire (en réalité, elle a été jugée et guillotinée deux jours plus tôt, le 8 novembre). Roland décide de quitter son refuge et de marcher en direction de Paris. Le soir, dans la commune de Radepont, il s’engage dans une allée et se tue en s'empalant avec sa canne-épée contre un arbre,. On trouve sur lui un billet portant ces mots : « Qui que tu sois qui me trouves gisant ici, respecte mes restes ; ce sont ceux d’un homme qui est mort comme il a vécu, vertueux et honnête. »

### Eudora Roland, sa fille.
Leur fille Eudora a été élevée suivant les préceptes de Rousseau. Après la mort de Jean-Marie Roland et de son épouse, elle est recueillie successivement par plusieurs amis : Jacques Antoine Creuzé-Latouche et son épouse, Mme Godefroid, veuve d'un artiste (octobre 1793), Louis-Augustin Bosc d'Antic, les demoiselles Malortie (novembre 1795).
Eudora épouse, le 13 décembre 1796, Pierre Léon Donin de Champagneux. Il est le fils de leur ami Champagneux et le frère d'Anselme Benoît Champagneux. Elle meurt le 19 juillet 1858.

### Bibliographie

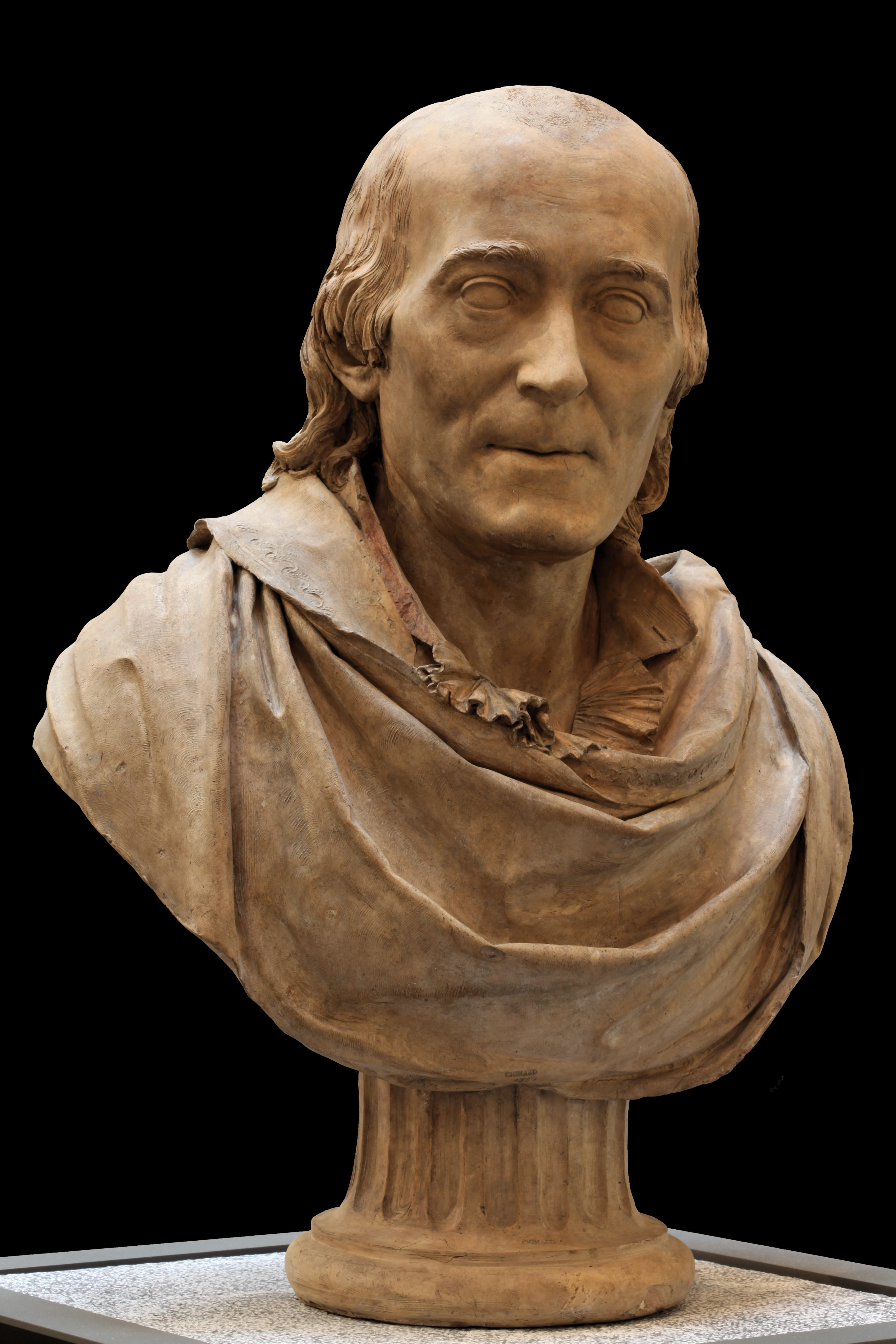
Joseph Chinard, Jean-Marie Roland de La Platière (buste en terre cuite claire patinée, 1789). Musée des beaux-arts de Lyon.

## Correspondance
- « Lettres de Roland à Bosc » (publ. par Claude Perroud), L’Amateur d’autographes : revue historique et biographique..., Paris, Charavay,‎ 1910, p. 263-274, 318-331, 346-355 (lire en ligne).